# Francis Dov Por
Francis Dov Por (la origine Francisc Bernard Pór, în ebraică פרנסיס דב פור; n. 1927, Timișoara, România – d. 24 octombrie 2014, Ierusalim, Palestina) a fost un zoolog, hidrobiolog și biogeograf israelian, evreu originar din România. A fost profesor  la secția de evoluție,taxonomie, ecologie și comportament la Institutul de științele naturii al Universității Ebraice din Ierusalim. În tinerețe a fost deținut în închisorile regimului fascist-militar antonescian și ale regimului comunist din România, ca evreu și în urma participării sale la mișcarea sionistă socialistă de tineret „Hashomer Hatzair”(Tânăra Gardă). A fost, între altele, un pionier al hidrobiologiei din Israel, fondator (împreună cu Steinitz) și, un timp, director al Stației de biologie maritimă  de la Eilat.

## Biografie

### Copilăria și tinerețea în România
Francis Dov Por s-a născut în 1927 la Timișoara, ca Francisc Bernard Por, fiu al lui Béla Pór (din familia Politzer care își maghiarizase numele) și al lui Erzsébet (Elisabeta) născută Klein. A mai avut un frate, Ivan.
Strămoșii familiei Politzer veniseră de la Politz -azi Polička, din Boemia de est, s-au transferat ulterior la Nikolsburg (Mikulov din zilele noastre), și mai târziu la Makó, iar de acolo la Cenad,în Banat..
În preajma adolescenței familia Pór s-a mutat la București. La 13 ani, în timp ce se afla în vizită la rude la Timișoara, sub pretextul că avea cu sine un  mini-laborator jucărie, a fost arestat pentru activități subversive și dus la Cartierul general al Poliției la București. Ulterior în 1944 a luat parte la București la activități în ilegalitate ale mișcării de tineret sionist socialist Hashomer Hatzair pentru căutarea de locuri de adăpost și obținerea unor arme în caz că evreii vor necesita să organizeze o rezistență. Eforturile acestea (reușiseră să procure trei revolvere) au devenit de prisos din momentul în care dictatura lui Antonescu a fost înlăturată la 23 august 1944
În cele din urmă pentru a continua în România activitatea politică în cadrul mișcării „Hashomer Hatzair” care redevenise legală, Francisc Por a refuzat permisul de plecare în Palestina. Hotărârea aceasta avea să o regrete. Regimul comunist a interzis toate organizațiile politice necomuniste, inclusiv toate grupările sioniste și a aruncat conducători și mulți militanți ale acestora în închisori și tabere de muncă silnică. Astfel și Por, care în anul 1947 devenise secretarul general al lui Hashomer Hatzair, a fost arestat în 1948 și apoi din nou judecat și deportat în anii 1953-1955 cu alți membri ai Hashomer Hatzair. A fost bătut și torturat în sediile securității din Timișoara și Oradea și deținut în închisoarea Jilava.
Cu toate vicisitudinile a reușit să termine studii la Facultatea de biologie ale Universității „Constantin Parhon” din București. După eliberarea din închisoare până în 1959 i s-a permis să lucreze în calitatea de curator al nevertebratelor la Muzeul de științe naturale „Grigore Antipa”.

### Activitatea științifică în Israel
În 1960 Francisc Pór a emigrat în Israel, unde a devenit cunoscut ca Francis Dov Por. El s-a stabilit la Ierusalim, unde în 1963 a terminat doctoratul în zoologie la Universitatea Ebraică. În 1964 a fost numit lector, în 1965 conferențiar, în 1969 profesor asociat la Universitatea Ebraică.
Din anul 1976 a fost profesor titular de zoologie la această universitate. A predat cursuri de hidrobiologie, faunistică,filozofia științei și evoluție. În acelaș timp vreme de 20 ani între anii 1977-1997 a efectuat călătorii de studii și cercetări în Brazilia, unde a și predat ca profesor oaspete, la Universitatea din Sao Paolo. De asemenea, a fost profesor oaspete la Universitatea din Tokyo și la Universitatea San Diego din California.
În 1996 Por a ieșit la pensie, devenind profesor emerit al Universității Ebraice.
Por a fost secretar al Comisiei Fauna et Flora Palaestinae de pe lângă Academia de Științe a Israelului și director fondator al Institutului de Biologie Marină de la Eilat. El a prezidat Comitetul de nomenclatură zoologică al Academiei limbii ebraice.
Francis Dov Por a făcut însemnate studii de hidrobiologie, începute din România - contribuind la cunoașterea Eulamelibranhiatelor și la taxonomia și biologia Copepodelor de pe litoralul Mării Negre, a descoperit câteva genuri și specii noi pentru știință. 
Ulterior și-a extins cercetările cu privire la Copepode și la Crustaceele Isopoda din alte zone palearctice și neotropicale. Por a fost fondator și primul președinte al Asociației internaționale de Copepodologie.
Dov Por s-a interesat de subiecte ale evoluției și zoogiografiei care beneficiază de cercetarea zoologică din Israel - ca de pildă influența întâlnirii dintre continente (ex. Euroasia-Africa) asupra dezvoltării lumii vii, deosebirile și asemănările dintre lumea vie de pe uscat și cea maritimă , cum s-a dezvoltat lumea vie din Marea Roșie, legile migrării de ființe vii din Mediterană în Marea Roșie prin Canalul de Suez („Migrația Lessepsiană”), de asemenea a efectuat cercetări în Brazilia în Pădurea tropicală umedă atlantică.
Preocupat de modificările ireversibile produse în natură, inclusiv de către activitatea omului, Dov Por a inițiat activități de muzeologie și documentare a lumii vii din Israel și a stat în fruntea Colecțiilor de Istorie naturală din Israel.
Împreună cu Hanan Dimantman și cu Tili Bromley-Shnur, Por a scris unica lucrare care descrie lumea biologică care a existat în mlaștinile și lacul Hula din nordul Israelului. De asemenea a studiat și fauna lacului Kineret (Marea Galileei) și bentosul mărilor adânci.
El a inițiat și a redactat în cadrul Academiei de Științe a Israelului publicarea unei serii cuprinzătoare de cărți consacrate lumii animalelor din Israel.
El a murit la Ierusalim în octombrie 2014.

## Viața privată
Francis Dov Por a fost căsătorit cu Ester, care a decedat în 1977, și perechea a avut o fiică. În 1979 s-a căsătorit cu Maria Scintilla Almeida Prado din Brazilia.

### Principale proiecte de cercetare
- Biogeografia Orientului Mijlociu
- Aria reinundată în Valea Hula - fauna acvatică, habitatul
- Lista copepodelor din apele interioare ale Israelului.
- Paleolimnologia și archeologia Levantului.
- Mecanismele evoluției progresive a animalelor.
- Fauna peșterilor - crustacee subterane; evaluarea globală a „golfului improbabil”  Aqaba-Eilat

## Scrieri
Francis Dov Por a scris 6 cărți, precum și numeroase  articole in diverse domenii ale zoologiei, biologiei marine, limnologiei, biogeografiei și ale filozofiei biologice.
- 1989 - The Legacy of Tethys - An Aquatic Biogeography of the Levant
- 1990 - Lessepsian migration - An appraisal and new data.
- 1992 - Sooretama - The Atlantic Rain Forest of Brazil.
- 1992 - Lake Hula - Reconstruction of the Fauna and Hydrobiology of

a Lost Lake 
- 1994 - An Illustrated Guide of the Brazilian Mangrove. Ed. Univ.

Sao Paulo,  
- 1995 - Animal Achievement. A Unifying Theory of Zoology.
- 1995 -  The Soil Fauna of Israel. Vol. 1, Ed. Romanian Acad. în colaborare cu cercetãtori ai Institutului de Speologie „Emil Racovițã“ din București.
- 1995 - A monographic study of the drained Hula wetlands (Israel) as a

background for restoration 
- 1995 -  The Pantanal of Mato Grosso (Brazil). World's Largest Wetlands. (Monographiae Biologicae, vol.73). Dordrecht,
- 1997 -  O Pantanal do Mato Grosso. Series "Ambientes

Brasileiros," Adema, Sao Paulo
- 2005 -   The Biomes of Brazil / Biomas do Brasil. An Illustrated

Natural History. Sofia-Moscow, Pensoft Publishers,
- 2006 -The actuality of Lamarck: Towards the bicentenary of his

"Philosophie Zoologique. 
- 2006 - Ophel: A groundwater biome based on chemoautotrophic resources. 	2007

### Amintiri
- sub numele Bernard Politzer - O tinerețe în România, Ed.Curtea Veche, București, 2004

## Premii și onoruri
- Membru corespondent al Academiei Regale de Științe din Liège, Belgia